# Zeng Guofan
Zeng Guofan 曾国藩 (Shuangfeng- Xiangxiang 26 de novembre de 1811 - Nanjing 12 de març de 1872), polític, militar i escriptor xinès de finals de la dinastia Qing. Va ser un dels principals responsables de la repressió de la rebel·lió dels Taiping i un dels membres impulsors del moviment d'auto-enfortiment.

## Biografia

### Primers anys
Va néixer en el si d'una família pròspera, amb un avi granger molt ambiciós. Va passar amb èxit els diferents graus dels exàmens imperials, fins que l'any 1838 va assolir el grau de "jinshi", que li va permetre ingressar a l'Acadèmia Hanlin de Pequín.
Alguns biògrafs l'han definit com un "fervorós seguidor de Confuci i un producte del sistema d'exàmens". així com un clar seguidor del confucianisme clàssic.

### Carrera política i administrativa
Durant 13 anys va treballar a la Cort Imperial i molt aviat el seu nivell intel·lectual li va facilitar ocupar importants càrrecs en l'administració central, en els departaments de Cerimònies, Defensa, Treball, Justícia i Finances.
Conjuntament amb Li Hongzhang i Zhang Zhidong, va ser un dels impulsors del moviment d'auto-enfortiment, període de reformes institucionals (1861-1895) que es va produir en els darrers anys de la Dinastia Qing, sota la regència de l'emperadriu Cixi.
La victòria sobre els Taiping va representar la culminació de la carrera política de Zeng, que va ocupar el càrrec de Governador General de Jiangnan, Jiangxi i Zhili -actual Hebei-. En aquesta etapa Zeng va desenvolupar una important tasca de caràcter cultural, amb l'establiment d'impremtes oficials a Nanjing i altres ciutats i la reimpressió de llibres d'història i dels Clàssics. En el seu moment va oferir a Zou Boqi (fotògraf, físic i erudit, anomenat El pare de la càmera xinesa)un lloc d'ensenyament al Jiangran Ironworks, però aquest ho va rebutjar.

### Carrera militar
A principis de 1853 i amb motiu de la Rebel·lió dels Taiping, Zeng va unir-se a les forces locals de Hunan, i gradualment va anant assolint més responsabilitats en el moviment de supressió dels rebels i la creació d'un exèrcit propi que va finançar amb l'emissió de paper moneda i l'aplicació de taxes al comerç local. En el procés de la lluita, Zeng va comptar amb el suport d'altres líders com Zuo Zongtang i Li Hongzhang.
La Rebel·lió de Nian de 1865, va fer que tornés a l'acció militar, que un cop més va comptar amb l'ajuda d'entre altres del seu protegit Li Hongzhang per poder reprimir els rebels.

### Activitat literària
A part de la seva carrera política i militar, Zeng Guofan va ser un important escriptor, innovador en el camp de la literatura del segle xix, amb una àmplia obra, que posteriorment a la seva mort, Li Hongzhang va agrupar i editar en un conjunt de 156 llibres.